# Lin Yun
Lin Yun, conosciuta anche come Jelly Lin (caratteri cinesi: 林允; pinyin: Lín Yǔn; Huzhou, 16 aprile 1996) è un'attrice cinese, protagonista del film del 2016 The Mermaid.

## Biografia
Nata Fei Xia (费霞) ad Huzhou, nella provincia cinese di Zhejiang, Lin Yun proviene da una famiglia modesta. Dopo essersi diplomata alla scuola media n.12 della sua città natale, si è trasferita a Pechino per studiare arti performative.
Nel 2017, ha avuto una breve relazione con l'attore Song Weilong, suo co-protagonista nella serie Beautiful Reborn Flower.

## Carriera
All'età di 18 anni e con poca esperienza pregressa come attrice, Lin ha debuttato al cinema come protagonista della pellicola The Mermaid, diretta da Stephen Chow. The Mermaid è stato il film con i maggiori incassi in Cina nel 2016, lanciando la carriera e la fama di Lin in patria. Nello stesso anno, l'attrice ha partecipato al film fantasy epico L.O.R.D: Legend of Ravaging Dynasties, scritto e diretto da Guo Jingming.
L'anno successivo, ha lavorato nuovamente con il regista Stephen Chow nella pellicola Journey to the West: Conquering the Demons 2, tratta dal classico cinese Viaggio verso Occidente, in cui ha interpretato Baigujing, il Demone dell'Osso Bianco. Nello stesso anno ha partecipato alla prima commedia romantica interamente cinese della Disney, The Dreaming Man, e alla pellicola storica Genghis Khan.
Nel 2018, Lin ha partecipato alla sua prima serie televisiva, il dramma fantasy wuxia Battle Through the Heavens, seguita dal melodramma romantico Beautiful Reborn Flower, tratto dal romanzo omonimo di Anni Baobei, e dalla commedia musical romantica Cantabile Youth, tratta dal manga giapponese Nodame Cantabile.
Nel 2019, Lin è stata scelta come protagonista della commedia romantica Fall in Love at First Kiss, remake della serie taiwanese del 2005  It Started With a Kiss. Nello stesso anno, ha ripreso il ruolo della protagonista nel sequel di The Mermaid.

## Filmografia

### Cinema
| Anno | Titolo internazionale                        | Titolo cinese   | Ruolo                   | Note   |
| ---- | -------------------------------------------- | --------------- | ----------------------- | ------ |
| 2016 | The Mermaid                                  | 美人鱼          | Shan (la sirena)        |        |
| 2016 | L.O.R.D: Legend of Ravaging Dynasties        | 爵迹            | Tianshu Youhua          |        |
| 2017 | Journey to the West: Conquering the Demons 2 | 西游伏妖篇      | Demone dell'Osso Bianco |        |
| 2017 | The Dreaming Man                             | 假如王子睡着了  | Wang Xiaohe             |        |
| 2018 | Genghis Khan                                 | 战神纪          | Börte                   |        |
| 2019 | Fall in Love at First Kiss                   | 一吻定情        | Yuan Xiangqin           |        |
| TBA  | L.O.R.D: Legend of Ravaging Dynasties 2      | 爵跡2：冷血狂宴 | Tianshu Youhua          | [ 15 ] |
| TBA  | The Mermaid 2                                | 美人鱼2         | Shan (la sirena)        |        |

### Serie televisive
| Anno | Titolo internazionale      | Titolo cinese | Ruolo       | Note |
| ---- | -------------------------- | ------------- | ----------- | ---- |
| 2018 | Battle Through the Heavens | 斗破苍穹      | Xiao Xun'er |      |
| 2020 | Beautiful Reborn Flower    | 彼岸花        | Nan Sheng   |      |
| 2020 | Symphony's Romance         | 蜗牛与黄鹂鸟  | Fang Xiaowo |      |
| 2021 | Story in Time              | 光阴里的故事  | Chen Yiduo  |      |

### Varietà
| Anno | Titolo internazionale | Titolo cinese    | Ruolo           | Note   |
| ---- | --------------------- | ---------------- | --------------- | ------ |
| 2016 | Run for Time          | 全员加速中       | Membro del cast |        |
| 2018 | Twenty-Four Hours     | 二十四小时       | Membro del cast | [ 16 ] |
| 2019 | Youth Periplous       | 青春环游记       | Membro del cast | [ 17 ] |
| 2019 | Let's Get Married     | 亲爱的，结婚吧！ | Giudice         |        |
| 2020 | My Little One 2       | 我家那闺女2      | Membro del cast | [ 18 ] |

## Discografia
| Anno | Titolo internazionale | Titolo cinese | Album                                                  | Note   |
| ---- | --------------------- | ------------- | ------------------------------------------------------ | ------ |
| 2018 | "Granting You"        | 许你          | Colonna sonora ufficiale di Battle Through the Heavens | [ 19 ] |
| 2019 | "My Motherland and I" | 我和我的祖国  | Qing Chun Wei Zu Guo Er Chang                          | [ 20 ] |

## Premi e riconoscimenti
| Anno | Cerimonia                                         | Categoria                             | Opera nominata                               | Risultato       | Note   |
| ---- | ------------------------------------------------- | ------------------------------------- | -------------------------------------------- | --------------- | ------ |
| 2016 | Diciottesimi Huading Awards                       | Migliore Attrice Esordiente           | The Mermaid                                  | Vincitore/trice | [ 21 ] |
| 2016 | Sedicesimo New York Asian Film Festival           | Star Esordiente dell'Asia             | The Mermaid                                  | Vincitore/trice | [ 22 ] |
| 2016 | Terzo China Australia International Film Festival | Migliore Attrice Esordiente           | The Mermaid                                  | Vincitore/trice | [ 23 ] |
| 2016 | Dodicesimo Chinese American Film Festival         | Migliore Esordiente                   | The Mermaid                                  | Vincitore/trice | [ 24 ] |
| 2017 | Undicesimi Asian Film Awards                      | Migliore Esordiente                   | The Mermaid                                  | Candidato/a     |        |
| 2017 | Undicesimi Asian Film Awards                      | Star Esordiente dell'Asia             | The Mermaid                                  | Vincitore/trice | [ 25 ] |
| 2017 | Trentaseiesimo Hong Kong Film Award               | Migliore Nuova Attrice                | The Mermaid                                  | Candidato/a     |        |
| 2018 | Ventitreesimi Huading Awards                      | Migliore Attrice di Supporto          | Journey to the West: Conquering the Demons 2 | Candidato/a     |        |
| 2019 | Cosmo Glam Night                                  | Persona dell'Anno (categoria "Amore") |                                              | Vincitore/trice | [ 26 ] |
| 2020 | Settima Actors of China Award Ceremony            | Migliore Attrice (in una web series)  |                                              | In attesa       | [ 27 ] |